# Hidalgo (noblesse)
Pour les articles homonymes, voir Hidalgo.

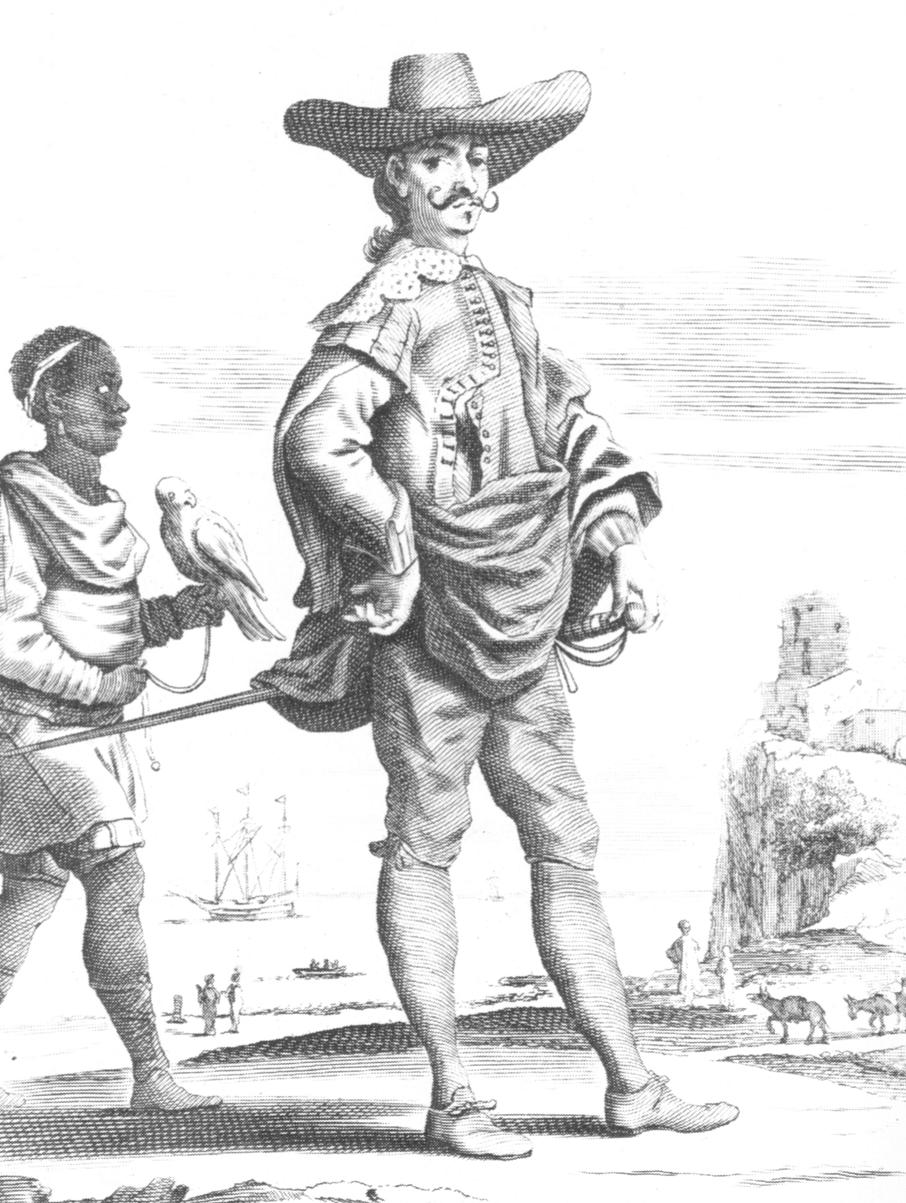
Portrait d'un hidalgo au XVIe siècle

Couronne héraldique d'hidalgo espagnol.

L'hidalgo (en espagnol) était, en Castille et puis au royaume d’Espagne, tout comme en Amérique hispanique, un membre de la petite noblesse, sans autre titre spécifique, héritier par le sang de cette noblesse de ses ancêtres, l’équivalent du français gentilhomme, de l’italien gentiluomo, ou de l’anglais gentleman. En effet, le terme gentilhombre ne signifie pas en castillan « gentilhomme » mais « valet ». Le mot hidalgo désigne donc, en Castille, toute personne appartenant à la noblesse simple, qui n’était pas roturière.
En Castille, le terme hidalguía s’impose au XIIIe siècle pour désigner l’ensemble des membres de la petite noblesse de sang. Le terme a été importé au Portugal au XVe siècle, sous Alphonse V, lors de sa réforme centralisatrice de la maison royale portugaise, où il a pris le nom de fidalgo, à ne pas confondre avec hidalgo, puisque le sens des deux mots est très différent : au Portugal, le titre de fidalgo fut réservé aux plus importants nobles de la cour, inscrits en deux ordres distincts sur les cahiers de la maison royale, et payés par le roi de par ce simple fait pour son service personnel, et celui de la Couronne, et à leurs descendants. Le terme portugais qui peut correspondre à celui de hidalgo est celui de infanção (littéralement : grand-enfant), le nom donné au Portugal jusqu’au XIVe siècle aux descendants des lignes puinées appauvries de ses (riches-hommes).
Au royaume de Navarre le terme équivalent était infançon.
Au début du XVIe siècle, alors que dans le reste de l'Europe la noblesse représente entre 1 % et 2 % de la population, elle atteint 11 % dans le royaume de Castille. La proportion varie selon les régions : celles de la cordillère Cantabrique au nord de la péninsule, non conquises par les musulmans, comprennent plus d'hidalgos que celles du sud. Ainsi, selon le recensement de 1591, si en Galice on compte à peine 5 % d'hidalgos, en Asturies ils représentent 76 % des habitants, en Cantabrie 86 %, en Alava 25 %.
Le mot castillan hidalgo vient de hijodalgo ou fijodalgo, contraction de hijo ou fijo et de algo qui signifie « fils de quelque chose… », comprendre: fils de quelqu'un (...d'important). Il s’applique très vite à l’ensemble du groupe nobiliaire qui jouit d’un même statut juridique se transmettant héréditairement (exemption fiscale, privilèges honorifiques et judiciaires comme le droit de ne pas être soumis aux châtiments corporels). Des droits similaires à ceux de cette hidalguía castillane se retrouvent chez les petits nobles appelés infanzones dans la partie castillane du royaume de Navarre.
À la Couronne d'Aragon, c’est-à-dire surtout en Catalogne, des privilèges ressemblant parfois par certains côtés à ceux des hidalgos de Castille étaient garantis aux bourgeois les plus importants de certaines villes, cas à cas, ceux-ci étant dits « citoyens honorables » pour être les seuls pouvant gouverner leur cité (ciutadans honrats) et y avoir droit de vote aux institutions municipales. Ces privilèges des citoyens bourgeois au Moyen Âge, similaires à ceux des bourgeois citoyens municipaux des grandes villes d’Italie, ou du Portugal (cidadão), ne rendaient pourtant pas nobles les citoyens bourgeois, sauf par grâce spéciale du roi.

## Une noblesse fière et ancienne, ou tout aussi bien fière et récente
En Castille, cette noblesse, transmise par le sang, se revendique d’abord comme immémoriale (rôle dans la Reconquête face aux musulmans). Pourtant, les seuls hidalgos d’importance étaient les hidalgos de casa y solar : ceux-ci devaient prouver descendre de quatre grands-parents hidalgos, et être chefs d’une lignée possédant un siège (solar) soutenue par des propriétés indivisibles attachés à leur maison (casa). Ces hidalgos s’imposaient socialement et manifestaient leur puissance locale autour de leur résidence, considérée comme résidence principale de toute leur lignée, où ils étaient obligés de demeurer la plupart du temps, ce qui leur assurait une influence parfois régionale.
Mais il existait plusieurs niveaux dans la hiérarchie : si ces hidalgos solariegos étaient l’authentique et ancienne noblesse de Castille (ils se trouvent surtout au nord-est, au centre et au sud du pays), ils étaient très peu nombreux face à l'ensemble des hidalgos. Moins prestigieuse était la classe des hidalgos notoires qui, bien souvent, avaient obtenu l’hidalguía par lettres de privilèges qui étaient douteuses (il suffisait de témoignages que l’on pouvait falsifier pour être reconnu hidalgo). Finalement, la déchéance sociale de l'hidalgo castillan s’est accrue depuis le XVIe siècle, quand une loi la conféra à tout chrétien légalement marié avec de nombreux enfants. Ces derniers hidalgos étaient méprisés, car en procréant le nombre d'enfants nécessaires pour accéder au statut juridique et social d'hidalgo, ils devenaient encore plus pauvres, et tout aussi peu élevés, qu’avant de gagner leur nouveau rang. La littérature et les documents à son appui prouvent que la déchéance sociale du rang d'hidalgo s’accompagna dès le début de la période baroque par la concession royale de nombreux titres d’aristocratie à la noblesse considérée réellement importante, riche et puissante.

## Leshidalgosdu Siècle d’Or espagnol

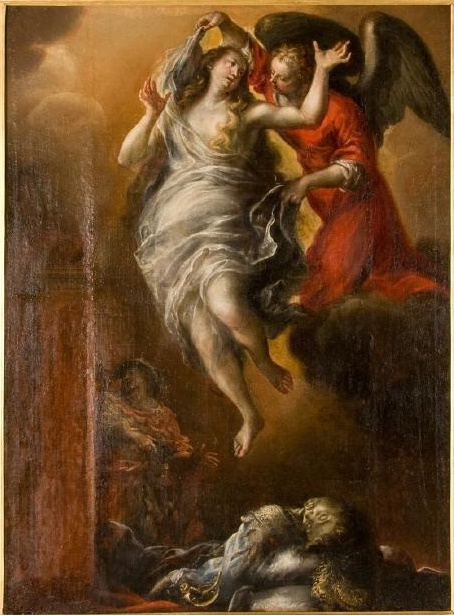
Allégorie de la mort du chevalier chrétien par Francisco Camilo (1610-1671).

Il faut distinguer, durant le siècle d’or (XVIe siècle jusqu’en 1714), les différents royaumes :
- Dans le royaume de Navarre, les hidalgos (infanzones) jouissaient de l’exemption de certains impôts (pecha, cuarteles, alcabalas) ; on ne pouvait les soumettre à la question (torture) ou les juger en dehors des tribunaux royaux. Ils devaient pour cela s’acquitter d’un service militaire à la demande du roi. Leur statut était héréditaire, transmis au fils aîné. Dans certains cas, le roi pouvait conférer le titre à des individus mais aussi à des communautés entières. Au début du XVIIe siècle, ils représentaient 15 % de la population.
- En Castille, le statut juridique impliquait l’exemption de certains impôts royaux, l’exemption du logement des gens de guerre et de certaines charges municipales onéreuses ; l’interdiction de la mise à la question, de la prison pour dettes et de châtiments déshonorants (fouet, etc.). Il est très difficile de déterminer leur nombre : pour certains historiens, ils représentent 2 % à 3 % de la population, pour d’autres 15 %. De plus, depuis le XVIe siècle, certaines grandes villes avaient obtenu la possibilité de composer des municipalités bipartites, composées d’échevins hidalgos et d’échevins roturiers. Il se forme donc une noblesse urbaine.

## Le concept de l'hidalgoappauvri dans la littérature
Interdits de travailler afin de ne pas déchoir de leurs droits qui les élevaient au-dessus des serfs et du peuple commun, la déchéance arriva pourtant pour ce groupe de petits nobles castillans après la loi qui octroyait automatiquement le statut juridique de noblesse par « hidalguía » à tout castillan marié qui produisait beaucoup d’enfants.
Cette mesure du XVIe siècle, destiné à peupler le désert castillan de la Meseta, et surtout à produire à bon prix les soldats nécessaires aux guerres que les Habsbourg de Madrid menèrent en Europe entre les XVIe et XVIIIe siècles, finit par ruiner financièrement ces familles nombreuses juste arrivées de cette façon inouïe à une noblesse tant ambitionnée, pourtant sans contreparties financières et sociales visibles.
La littérature a décrit longuement la figure de l’hidalgo pauvre, déchu, surtout après la création dès le XVIe siècle par Cervantes du type du Don Quichotte, personnage qui est le meilleur exemple de ce que ces droits à l’exemption d’impôts réservés en Castille aux nobles en général, et donc aux plus pauvres et aux moins importants entre eux, c’est-à-dire aux hidalgos, les ruinaient à la fois en les empêchant de travailler comme les bourgeois et les artisans, leur seule issue étant le service militaire pour les grands seigneurs ou le roi, très peu rémunérateur, ou bien l’oisiveté choisie par la plupart.
Il convient de rajouter que depuis le XVIe jusqu’au XVIIIe siècle, dans le siècle de l’illustration, les "hidalgos" avaient beau pouvoir jouir de quelques-uns des droits juridiques et sociaux de la noblesse, il n’en est pas moins vrai qu’ils n’avaient toujours aucune ou presque pas de fortune. Et de la loi qui les obligeait à ne pas travailler pour ne pas perdre leurs droits, est née la décadence vérifiable des hidalgos qui vivaient dans la pauvreté ou alors, devaient travailler afin de vivre en abandonnant ainsi leurs droits à leur noblesse.
Ce ne sera qu’après les réformes du règne de Charles III (roi d’Espagne 1759-1788) que très lentement le travail pour les hidalgos ne sera plus considéré comme un déshonneur, puisque ne retirant plus les droits spéciaux de noblesse que leur statut leur réservait. Pourtant, ce comportement social s'est maintenu jusqu’au XXIe siècle.

### Rabelais et les hidalgos
Rabelais écrit dans son Gargantua (1534-1535) "Indalgo", ce qui fut transcrit ultérieurement en Hidalgo. Il est fort intéressant et troublant pour un historien de la Renaissance en France de déchiffrer le passage donné ci - après. Toutefois, Rabelais se réfère très rarement à l'espagnol alors qu'il reprend des mots rencontrés dans une multitude de langues et de dialectes européens et même arabes. Il a en revanche passé plusieurs années en compagnie d'Espagnols à Montpellier (entre 1530 et 1538 jusqu'après son doctorat en médecine). Or, ces Espagnols étaient très ouvertement des Marranes exilés et lettrés, au point de concevoir et de jouer avec lui la farce estudiantine de ladite "Femme muette". D'où la difficulté rencontrée en voulant tirer la "substantifique moelle" de ce qu'il écrit, à Lyon avant de revenir à Montpellier en 1537 pour sa thèse. Il s'agit d'habiller Gargantua, fils de Grandgousier et père de Pantagruel (chapitre VIII) :
"Son espée ne feut Valentienne, ny son poignard Sarragossoys, car son pere hayssoit tous ces Indalgos Bourrachous (ivrognes) marranisez (apparemment convertis au christianisme) comme diables, mais il eut la belle espée de boys, et le poignart de cuir bouilly, pinctz et dorez comme un chascun soubhaiteroit".